# Rio Oglio
O rio Oglio é um rio italiano afluente do rio Pó e percorre a região da Lombardia na Itália setentrional. O rio nasce nos Alpes, atravessa o lago de Iseo e desce em direção ao rio Pó onde desagua.